# Beckley, West Virginia
Beckley, West Virginia là một thành phố thuộc tiểu bang Tây Virginia, Hoa Kỳ. Thành phố có diện tích km2, dân số là người.
Được thành lập vào ngày 4 tháng 4 năm 1838.  Beckley được đặt tên để tôn vinh John James Beckley, Thư ký đầu tiên của Hạ viện và là Thủ thư viên Quốc hội đầu tiên của Quốc hội. Nó được thành lập bởi con trai của ông Alfred Beckley (Tổng tư lệnh Quân đội Mỹ và Tư lệnh Quân đội Liên bang, sinh ra ở Washington, D.C.). Thị trưởng hiện nay là Bill O'Brien.